# ستيف فاينبيرغ
ستيف فاينبيرغ (بالإنجليزية: Steve Feinberg) هو خبير مالي أمريكي، ولد في 29 مارس 1960 في ذا برونكس في الولايات المتحدة.

## وصلات خارجية
- ستيف فاينبيرغ على موقع مونزينجر (الألمانية)
- ستيف فاينبيرغ على موقع إن إن دي بي (الإنجليزية)